# 五星占
马王堆帛书《五星占》是一篇专讲五星占测和五星行度的文献，书中有关天文学方面的文字约为八千字，原件没有标题，后根据内容定名为《五星占》。全书分占文、行度表两部分，前半部《五星占》占文共存75行，后半部《五星行度表》共存70行，是关于金星、木星、水星、火星、土星这五大行星在天体中运行的记载。该书行度表记载了秦王政元年（前246）至汉文帝前元三年（前177）70年间金、木、土星运行位置，测得金星会合周期为584.4日、比今测值583.92日只多0.48日，土星会合周期为377日、比今测值只小1.09日，土星恒星周期为30年、比今测值29.46年大0.54年，反映出汉代天文学方面的极高成就。

## 出土地点
《五星占》于1973年湖南省长沙马王堆三号汉墓出土，抄写在一块长221厘米，宽49厘米的整幅帛上。

## 发展渊源
金、木、水、火、土五星，先秦古籍所见中国传统名称对应为太白、岁星、辰星、荧惑和填星（或镇星），五行与五星配合，天象观察与阴阳占验关系密切。马王堆汉墓帛书的出土，使人们得见早期“五星占”的技术细节。《五星占》前六章同后三章大不相同，前者是本体、是战国占书的佚文，纯系根据五大行星的变异对军国命运进行占卜的占术，其指导思想是阴阳五行学说；后者一半是观测，一半是推算，错误很多，说明编辑《五星占》的术士不大懂天文学，他们是只观象、不测算，认识五星而不了解其行态、行度和行期，记录是向天文学家搜集和抄撮来的。

## 成就
占星术是古人以星象对人间事务进行预测的方法之一，根据天象的变化来预兆人间的灾异和国家的治乱等。帛书《五星占》属于一种占星书，是中国现存最早的一部天文书，也是研究中国古代天文学尤其是秦汉时期天文学的重要史料。此外，帛书《五星占》也将五星与五行相对应，占星家把它们与“阴阳”和“气”联系在一起，用以说明客观世界的千差万别。虽然《五星占》中的封建迷信成分处处可见，但其中也包括古人在长期实践中获得这些物象的大量科学知识，对于科技史的研究以及现代天文、光学、气象学、物候学等科学的研究，都有着十分重要的意义。